# Partido do Progresso (Ilhas Faroé)
O Partido do Progresso (em faroês Framsókn; em dinamarquês Fremskridt) é um partido independentista e liberal das Ilhas Faroé, uma região autónoma da Dinamarca.